# Основание: Осман
Основание: Осман (тур. Kuruluş: Osman) — турецкий исторический приключенческий телесериал, созданный продюсером Мехметом Боздагом. Сиквел телесериала «Воскресший Эртугрул».

## Сюжет

### 1 сезон
В своё время вождь тюркского племени Кайи Эртугрул-бей создал бейлик на землях Сёгюта, который он получил за долгую и верную службу от правителя сельджукского Румского султаната Ала ад-Дина Кей-Кубада. Однажды его вызывают в Конью и временным вождём племени Кайи и одновременно уджбеем Сёгюта становится его младший брат Дюндар, который долгое время жил в кишлаке своих старших братьев Сунгуртекина и Гюндогду.
Однако главным героем данного сериала, действие в котором происходит через 15 лет после начала войн Джучидов и Хулагуидов, является Осман, который во время поездки своего дяди Дюндара в греческую крепость Кулуджахисар предотвращает покушение на текфура Йоргополоса, заказчиком которого является его собственная жена Софья — дочь главы тайной византийской организации под названием Церковь Маргариты Яниса. При этом у Османа кроме Яниса и его приспешников появляются такие враги, как сельджукский санджакбей Алишар и монгольские военные командиры Балгай и Джеркутай, да и отношения между Дюндаром и Османом постепенно ухудшаются. Однако Османа поддерживают его собственный старший брат Гюндуз, соратники его отца Бамсы и Абдуррахман, вдова Гюндогду Сельджан, родной дядя Сунгуртекин, огузские племенные аксакалы, верные друзья — воины Конур и Боран и братство Ахи во главе с шейхом Эдебали и его дочерью Балой-хатун.

### 2 сезон
Проходит 2 года с момента захвата Османом византийской крепости Кулуджахисар. Текфур греческой цитадели Инегёль Алексис из — за чувства мести нападает на одно из стойбищ Кайи в районе Доманич, но Осман-бей быстро наносит поражение ему в бою. Однако у Османа появляются новые враги — византийские военные командиры Никола и Флатиос вместе с папскими тайными агентами, да и монголы хотят удержать под своей властью Анатолию, используя при этом огузского племенного вождя Музафериддина Явлак-Арслана — шурина Дюндара, а затем и сына Байджу Нойона, военного командира Тогая. При этом Осман получает поддержку в лице вернувшегося из Коньи своего отца Эртугрула-бея и затем самого сельджукского султана Рума Масуда II, хотя его отношения с собственным братом Савджи на время принимают напряжённый характер, и в конце концов становится новым вождём племени Кайи и уджбеем Сёгюта, а заодно и отцом Орхана — сына, рождённого от второй жены Малхун-хатун.

### 3 сезон
Проходит фактически год после смерти вождя Огузского племени Кайи Эртугрула Гази. В руках у Османа-бея оказывается беглый византийский православный священник Григорий — хранитель частицы креста, на котором был в своё время распят Иисус Христос. При этом правитель Сёгютского бейлика находит новых врагов в лице текфура греческой крепости Биледжик Рогатуса Ласкариса и его племянника Юстиниана, наёмной воительницы Джулии, сельджукского великого визиря Алемшаха, главы греческой тайной антитюркской организации Ариуса, вождя тюркского племени Баяндыр Баркын-бея — мужа кузины Малхун, Сельви-хатун, и монгольского военного командира Джэбэ. Хотя и старые враги Османа-бея (текфур Инегёля Никола и монгольский хан Гайхату) также напоминают о себе. Одновременно союзниками Османа становятся огузский племенной вождь Тургут-бей и текфур византийской крепости Харманкая по имени Михал Кёсе, да и у Балы Рабии-хатун появляется долгожданный сын по имени Алаэддин.

### 4 сезон
1301 год. Сделавший город Енишехир столицей Османского молодого государства Осман-бей в ходе поездки в Константинополь спасает от смерти во время запланированного греческим сановником Михаилом Кантакузином покушения в амфитеатре императора Византии Андроника Палеолога и тут же у него появляются новые враги в лице варяжской наёмной дружины во главе с Олафом и подругой его сердца Фригг, огузского племенного вождя Баяндыр-бея, представительницы султанской династии Сельджукидов Исмихан-султан и её сына, монгольского военного командира Наймана, византийского имперского наместника Бурсы Валента.

### 5 сезон
1308 год. В Конье умирает из-за яда сельджукский султан Рума Масуд II. Это приводит к соперничеству на землях Анатолии между правителем Османского молодого государства Османом-беем и правителем бейлика Гермияногуллары Якубом-беем. При этом война Османа - бея против Византийской империи продолжается, да и Персидский ильханат пытается удержать свою слабеющую власть над Малой Азией.

### 6 сезон
1308 год. Осман - бей спасает мусульманские священные реликвии из рук представителей некоей христианской секты, однако это приводит к соперничеству его самого с правителем бейлика  Карасыогуллары Карасы - беем. При этом у Османа Гази появляются новые опасные враги включая византийского императорского наместника Бурсы Лукаса и монгольского военного командира Улугана. Да и выжившая в своё время принцесса Софья - дочь главы Церкви Маргариты Яниса не даёт покоя самому Осману, похитив в своё время его младшую дочь Халиме и превратив её фактически в манкурта.

## В ролях
- Бурак Озчивит — Осман-бей, младший сын Эртугрула-бея и Халиме-хатун, вождь племени Кайи и одновременно правитель Османского бейлика, муж Балы-хатун и Малхун-хатун, отец Орхана, Алаэддина, Фатьмы и Халиме.
- Озге Торер — Бала-хатун, дочь шейха Эдебали, первая жена Османа-бея, мать Алаэддина и Халиме.
- Айбике Енистe — Кысмет-хатун, правая рука Балы-хатун.
- Тамер Йигит — Эртугрул Гази, вождь племени Кайи и одновременно правитель Сёгютского бейлика, отец Гюндуза, Савджи и Османа.
- Эмре Басалак — Гюндуз-бей, старший сын Эртугрула-бея и Халиме, вождь племени Кайи и одновременно правитель Сёгютского бейлика, командующий племенным ополчением Кайи, муж Айше-хатун, отец Актемура.
- Канболат Геркем Арслан — Савджи-бей, средний сын Эртугрула-бея и Халиме, муж Лены, командующий племенным ополчением Кайи.
- Айбарс Картал Озсон — Орхан, старший сын Османа-бея и Малхун-хатун, наместник Караджахисара (в подростковом возрасте).
- Эмре Бей — Орхан, старший сын Османа-бея и Малхун-хатун, наместник Караджахисара и Кастеля (взрослый), командующий армией Османского бейлика, муж Эльчин - хатун и Холофиры (Нилюфер-хатун).
- Яман Чинар Балчи — Алаэддин, сын Османа-бея и Балы-хатун.
- Faruk Aran — Алаэддин, сын Османа-бея и Балы-хатун (взрослый), наместник Енишехира, муж Гонджи - хатун.
- Джемре Демирджан — Фатьма, младшая дочь Османа-бея и Малхун-хатун (в подростковом возрасте).
- Лея Кыршан — Фатьма, младшая дочь Османа-бея и Малхун-хатун (взрослая).
- Элвин Майса Гёкмен - Халиме, младшая дочь Осман-бея и Балы-хатун (в детстве).
- Асия Агча - Халиме, младшая дочь Осман-бея и Балы-хатун (взрослая).
- Таха Баран Озбек — Актемур, старший сын Гюндуза-бея и Айше-хатун, шпион Османа-бея в Биледжике и Инегёле, член племенной верхушки Кайи и одновременно субаши Енишехира, муж Алчичек и одновременно вождь огузского племени Каргы.
- Нуреттин Сёнмез — Бамсы, воин Эртугрула, муж Елены-Хафсы, командующий племенным ополчением Кайи, отец Айбарса.
- Джелал Ал — Абдуррахман Гази, бывший охранник Сулеймана Шаха и Эртугрула и одновременно командующий племенным ополчением Кайи.
- Рагип Саваш — Дюндар-бей, младший сын Сулеймана Шаха, временный вождь племени Кайи и одновременно правитель Сёгютского бейлика, отец Айгюль, Батура и Бахадыра.
- Хазал Бенли — Зоя, греческая (византийская) торговка, помощница Малхун-хатун и одновременно шпионка текфура Инегёля Николы.
- Фейза Севил Гюнгёр — Гера, дочь текфура Никеи (Изника) Сагуроса.
- Мете Айхан/Серкан Чолак — Джандар-бей, правитель бейлика Джандарогуллары.
- Aлиджан Окумуш — Сулейман-бей, сын Джандар-бея, правитель бейлика Джандарогуллары.
- Mюршид Ага Баг — Карасы-бей, правитель бейлика Карасыогуллары.
- Бурак Тамдоган/Мирза Бахаттин Доган — Якуб-бей, правитель бейлика Гермияногуллары.
- Исмаиль Эркан Бильбен — Кан-Эльмас, правая рука Якуба-бея.
- Эмре Диндер — Мехмет-бей, сын Якуба-бея и Саадет-хатун.
- Sevil Akı Saner — Саадет-хатун, жена Якуба-бея, мать Мехмета и Гонджи.
- Göksu Girişken — Фитнат-хатун, правая рука Саадет-хатун.
- Belgin Şimşek — Гонджа-хатун, дочь Якуба-бея и Саадет-хатун, сестра Мехмета, жена Алаэддина.
- Elif Savas — Гюльдже-хатун, помощница Гонджи-хатун.
- Ферхат Йылмаз — Гюнгор-бей, представитель огузского бейлика Гермияногуллары.
- Tuana Çoruk — Асейма-хатун, дочь торговца Касыма-бея, несостоявшаяся невеста Орхана.
- Сезгин Эрдемир — Сунгуртекин, старший сын Сулейман Шаха.
- Сарухан Хюнель — Алишар, сельджукский санджак-бей Эскихисара, бывший муж Айгюль.
- Айшегюль Гюнай — Зёхре, жена Дюндара-бея, мать Айгюль и Батура.
- Альма Терзич — Софья, дочь Яниса, жена текфура Йоргополоса.
- Джунейт Аркын — старший огузский племенной аксакал.
- Бахтияр Энгин — Идрис (Давид), гончар-ремесленник, член племенной верхушки Кайи и одновременно папский шпион.
- Сечкин Оздемир — Флатиос, помощник текфура Инегёля Николы.
- Эмин Гюрсой — Кумрал Абдал, лесной дервиш, ученик шейха Эдебали, советник Османа-бея.
- Ахмет Йенилмез — Демирджи Давуд, кузнец и оружейник племени Кайи.
- Умут Карадаг — Музафериддин Явлак Арслан, правитель огузского бейлика Чобаногуллары со столицей в Кастамону, брат Хазал, отец Али-бея.
- Эркан Авджи (Erkan Avci) — Айя Никола, верховный текфур Византийской империи и одновременно текфур Ангелокомы (Инегёля).
- Хакан Йылмаз — Михаил Кантакузин, приближённое к императору Византии Андронику Палеологу лицо.
- Каан Ялчин — Октем-бей, вождь огузского племени Каргы.
- Алмила Улуер Атабейоглу — Бенги-хатун, вдова Октем-бея, мать Алчичек, сестра Батура.
- Мирай Акай — Алчичек-хатун, дочь Октем-бея, жена Актемура.
- Ceren Kesim — Эсма, помощница Алчичек-хатун, работница в конаке Османа-бея в Енишехире.
- Kadir Çiçek — Айбарс, помощник Октем-бея.
- Şendoğan Öksüz — Хусейн, правая рука Баяндыр-бея.
- Дениз Хамзаоглу — Баяндыр-бей, огузский племенной вождь.
- Джумхур Хюнер — Христо, православный священник из византийской крепости Инегёль.
- Эрол Озан Айхан — Романус, византийский военный командир.
- Джемиль Бюйюкдогерли — Джэбэ, монгольский (ильханский) военный командир.
- Экрем Тамер — главный огузский племенной аксакал.
- Угур Топрак Сатир — Симон, помощник текфура Инегёля Николы.
- Левент Оздилек — Василиус, текфур византийской крепости Ярхисар.
- Дуру Языджи — Холофира, падчерица текфура Василиуса, племянница леди Оливии (в подростковом возрасте).
- Ecem Sena Bayır — Холофира, падчерица текфура Василиуса, племянница леди Оливии (взрослая).
- Ebru Kocaaga — Оливия, тётя Холофиры.
- Nermin Aslan — Андреа, служанка Холофиры и её тёти, затем помощница Мелике - хатун и Константина Палеолога.
- Хасан Эмре Джеби — Юстиниан, текфур Биледжика, племянник Рогатуса.
- Танью Кошкун — Матеус, текфур византийской крепости Инхисар.
- Мурат Серезли — Ибрагим-факих (настоящее имя — Ариус), глава греческой тайной антитюркской организации.
- Хазым Кёрмюкчю — Алексис, текфур греческой военной крепости Инегёль.
- Ниязи Демирель — Дука, византийский военный командир.
- Берик Айтжанов — Найман, монгольский военный командир.
- Маруф Отаджонов — Гайхату, ильхан Государства Хулагуидов, представитель Хулагуидской ветви династии Чингисидов.
- Шухрат Эгамбердиев — Менгиян, правая рука Гайхату.
- Экрем Испир — Мунке, сын Гайхату, монгольский военный командир.
- Семих Игдигюль — Яргуджу, монгольский (ильханский) наместник Анатолии.
- Хакан Уммак — Туран, воин племени Гермияногуллары, союзник Османа-бея.
- Тайфун Сенгёз — Аданос, один из текфуров Византийской империи.
- Серай Кайя — Елена, жена Савджи, мать Эртугрула[3] и Байходжи.
- Огуз Кара — Ахмед, мальчик со стойбища племени Кайи, сын кузнеца Хасана, ученик Демирджи Давуда.
- Сезанур Сёзер — Эфтелия, дочь Аритона, греческая торговка и одновременно лазутчица Османа-бея в Инегёле.
- Фатих Айхан — Байсунгур, охранник и помощник Эртугрула-бея, затем воин Османа, наставник Орхана и Алаэддина.
- Алпаслан Олмоз — Гюрбюз, воин Османа-бея.
- Арсланбек Султанбеков — певец-озан на свадьбе Османа и Балы-хатун.
- Низаметтин Озкая — Алексис, лекарь, член Церкви Маргариты.
- Язмин Бейкер — Джулия, наёмная воительница.
- Берк Эрчер — Конур, правая рука Алемшаха, затем воин Османа-бея.
- Сакит Суер — Ферман, сельджукский военный командир.
- Танер Туран — Алемшах, великий визирь Сельджукского государства.
- Эмре Нуреддин Орук — Ильдегиз, сельджукский военный командир.
- Серхат Кылыч — Кёсе Михал, текфур византийской крепости Харманкая.
- Умит Мирза — Сэмуэль, комендант византийской крепости Харманкая.
- Сердар Акьюлькер — Ансельмо, лидер подчинённых Михалу Кёсе каталонских наёмников.
- Рыдван Улудашдемир — Диего, помощник Ансельмо.
- Йылдырай Шахинлер — Рогатус Ласкарис, текфур византийской крепости Биледжик, дядя Юстиниана.
- Довлетджан Ягшимурадов — Балабан, вначале один из охранников помощника сельджукского султана Рума Масуда, затем воин Османа-бея.[4]